# Call of Duty 4: Modern Warfare
Call of Duty 4: Modern Warfare este un joc video gen first-person shooter dezvoltat de către compania Infinity Ward și publicat de către compania Activision pentru PlayStation 3, Windows și Xbox 360. În a treia parte a lui 2008 se presupune că s-ar lansa o variantă a jocului și pentru sistemul Mac OS X. Call of Duty 4: Modern Warfare este al patrulea joc din seria Call of Duty (ne-luând în calcul și expansiunile). Este prima dată când acțiunile din joc se petrec în afara celui de al-Doilea război mondial ci în prezent. Jocul a primit avizul de Mature de către ESRB în America de Nord, fiind de asemenea și primul joc din serie care a primit acest aviz. Detalii despre lansare au apărut pe data de 25 aprilie 2007, însă jocul s-a lansat pe plan mondial pe data de 9 noiembrie 2007. Pe lângă lansarea în magazine, Call of Duty 4 este disponibil și pe serviciul online Steam de pe data de 6 noiembrie 2007 pentru pre-comandă. Lansarea pe acest serviciu a fost la o dată diferită față de cea din magazine și anume 12 noiembrie 2007. Jocul s-a aflat în perioada de dezvoltare și folosește un motor grafic particular ce are drept caracteristici lumini realistice, efecte de luminiozitate HDR, umbre în mișcare, și depth of field.
Call of Duty 4: Modern Warfare a câștigat numeroase premii de la site-urile de jocuri precum „Cel Mai Bun Joc XBox 360” dat de către IGN.
Este considerat cel mai bine vândut joc al anului 2007, ajungând la peste 7 milioane de exemplare vândute la data de ianuarie 2008.

## Gameplay
Povestea începe undeva în viitorul apropiat unde are loc un război civil ce implică țările Statele Unite, Regatul Unit, și Rusia contra ultranaționaliștii ruși și a rebelilor dintr-un mic stat din Orientul Mijlociu. Jocul se vede din perspectiva United States Marine Corps și British SAS, fiecare în locații diferite, precum Azerbaijan, Rusia, Prîpeat‎ (‎Ucraina) și un stat anonim din Orientul Mijlociu. Varianta multiplayer a jocului include o serie largă de moduri pentru joc și conține un sistem prin care, pe măsură ce se progresează, jucătorul poate debloca arme, atașamente pentru arme, și haine de camuflaj.
Trecerea de la al doilea război mondial la Războiul contemporan a introdus o varietate de arme convenționale și tehnologii pentru seria Call of Duty, cum ar fi puști de asalt, viziune de noapte, puști cu lunetă de calibru 0.50 și explozibili plastici C4. Într-o misiune, jucătorul intră în pielea unui pilot de avion care trebuie să tragă în inamici, fiind ghidat după coordonate.

### Multiplayer
După ce se termină campania single-player, va fi deblocat un mod arcade care prelungește viața jocului prin posibilitatea rejucării misiunilor pe baza unor puncte acordate pe diverse criterii, de la câți inamici sunt omorât până la timpul în care se termină misiunea.
Sunt disponibile foarte multe tipuri de joc. Se poate începe cu clasicele free-for-all sau team deathmatch, pentru a trece apoi la moduri care implică mai multă strategie și lucru în echipă. Sunt astfel disponibile, printre altele, Search & Destroy (care seamănă parțial cu Counter-Strike, în care se poate plasa o bombă ce poate fi apoi dezamorsată), Domination (echipa poate câștiga prin controlul simultan al unor locații) sau Headquarters (capturarea unei locații și apărarea acesteia de asaltul echipei adverse). De asemenea, pe lângă clasele obișnuite pentru astfel de jocuri, există posibilitatea de a crea o clasă proprie, de a o dota cu armă principală și secundară la alegere și de a alege atributele dorite, numite Perks. Toate avantajele precum Perks și Custom Class se deblochează pe rând, în funcție de ranking.

## Sinopsis

### Personaje
În varianta de single-player, jucătorul controlează câteva personaje dintr-o perspectivă first-person, care sunt: la început în rolul lui MacTavish și în majoritatea jocului. MacTavish își începe angajamentul în regimentul 22 SAS, iar al doilea personaj controlabil fiind Paul Jackson ce este din partea USMC din primul batalion de recunoaștere ce este trimis în Orientul Mijlociu. Jucătorul îl controlează pe Jackson în timpul a cinci nivele din Prima Parte a jocului. Locotenentul/Căpitanul Price este un ofițer al regimentului 22 SAS, însoțit de Gas-membru SAS și este controlabil când acesta descrie o întâmplare din trecutul său. Price este jucat de către Billy Murray, actor cunoscut pentru rolul de Don Beech din filmul The Bill. Yasir Al-Fulani este președintele statului anonim din Orientul Mijlociu, fiind controlabil numai în partea când regia de început este afișată, secvență ce apare înainte ca acesta să fie executat.
Plutonul american USMC a lui  Jackson este condus de locotenentul Vasquez (vocea lui David Sobolov ) și Personal Sgt. Griggs (Marcu Grigsby); Griggs îl însoțește pe MacTavish mai târziu, în Rusia. Sgt. Kamarov conduce loialiști ruși care se aliază cu SAS și forțele USMC. "Nikolai" este un informator rus, care ajută SAS. Căpitanul MacMillan este mentorul lui Price și comandantul în timpul unei secvente flashback în tentativa de asasinare a lui Zakhaev.
Antagoniști din poveste sunt: Imran Zakhaev, liderul partidului ultranaționalist rus și antagonist principal al jocului; Khaled Al-Asad, comandant al forțelor revoluționare în Orientul Mijlociu și un aliat al lui Imran Zakhaev și Victor Zakhaev , fiul lui Imran Zakhaev și o figură prioritară în partid ultranaționalistă. Ca antagonist participă și Vladimir Makarov, fiind șoferul care îl conduce pe Al-Fulani la execuție și totodată, cel care va lansa bomba nucleară.
Pe parcursul jocului, cei patru vor fi numiți "The four horsemen" ("Cei patru călăreți ai Apocalipsei").

### Rezumat
La începutul jocului, jucătorul se află în pielea lui McTavish Soap care, împreună cu regimentul SAS, conduce o operațiune asupra unei nave de transport din Strâmtoarea din Marea Bering, suspectată că ar conține arme de distrugere în masă. Operațiunea are succes, nava este scufundată, însă războiul cu ultranaționaliștii ruși abia a început.
În anul 2011, într-un stat anonim din Orientul Mijlociu, Khaled al-Assad, fiind aliat cu liderul ultranaționalist rus, Imran Zakhaev, conduce o lovitură de stat și îl execută pe președintele Al-Fulani. Între timp, Price, Soap și Gas, împreună cu liderul loialiștilor ruși, Sgt. Kamarov, îl salvează pe informatorul rus, Nikolai, răpit și ținut ostatic de ultranaționaliști undeva în Munții Caucaz.
Ne aflăm în pielea lui Peter Jackson, soldat din trupele americane USMC conduse de locotenentul Vasquez, care desfășoară o operațiune militară de invazie asupra Irakului pentru a-l îndepărta pe al-Assad de la putere înainte de-a domina întregul Orient Mijlociu. Crezând că se ascunde într-un studio TV de unde transmite discursul naționalist, aceștia îl vor căuta, însă nu dau de nicio urmă. Forțele aeriene americane vor bombarda orașul în care se presupune că se afla. Însă, Vladimir Makarov, mâna dreaptă a lui Imran Zakhaev și a lui Al-Assad lansează o bombă nucleară asupra orașului, ucigând peste 30.000 de soldați din trupele USMC, printre care și Peter Jackson și locotenentul Vasquez.
Sgt. Griggs se alătură regimentului britanic SAS al căpitanului Price și îl vor căuta pe Al-Assad în Azerbaijan. Aceștia îl găsesc ascuns într-o cabană, iar Price îl ucide, imediat după ce află, în urma unei convorbiri telefonice, că în spatele atacurilor se afla teroristul ultranaționalist rus, Imran Zakhaev. Un vechi inamic comerciant de arme nucleare, pe care Price și cu căpitanul lunetist MacMillan au încercat să-l ucidă printr-o operațiune secretă înPripiat (Ucraina) de lângă Cernobîl, din anul 1996, însă fără succes, glonțul puștii cu lunetă retezându-i brațul stâng al liderului terorist.
Regimentul SAS îl va urmări apoi pe fiul liderului terorist, pe Victor Zakhaev, dar imediat după ce îl găsesc, acesta se sinucide prin împușcare.
După ce Soap și Price îl eliberează pe Griggs care fusese luat ostatic, Imran Zakhaev lansează două rachete nucleare dintr-o bază nucleară din Munții Altai, având ca destinație Megalopolisul BosWash de pe coasta estică a Statelor Unite. Price, Soap și Griggs se infiltrează în baza nucleară și dezactivează rachetele, dar Zakhaev încearcă să scape cu elicopterul.
Regimentul SAS este urmărit de forțele ultranaționaliste și de elicopterul în care se afla Zakhaev și înconjurat pe un pod, unde Griggs și Gas sunt uciși printr-un schimb de focuri, iar Price și Soap sunt răniți. În final, Soap, care era doborât la pământ, îl împușcă pe Zakhaev cu pistolul M1911 al căpitanului Price.
Echipa de loialiști ruși condusă de Kamarov îl preia pe Soap în siguranță și îl resuscitează pe Price.

### Nivele
Prolog
F.N.G.
Crew Expendable
The Coup
Act I
Blackout
Charlie Don't Surf
The Bog
Hunted
Death From Above
War Pig
Shock and Awe
Aftermath

Act II
Safehouse
All Ghillied Up
One Shot, One Kill
Heat
The Sins of the Father

Act III
Ultimatum
All In
No Fighting In The War Room
Game Over
Epilog
Mile High Club - misiune bonus care se petrece într-un avion deturnat de teroriști